# Vyhlídka Friedricha Wilhelma III.
Vyhlídka Friedricha Wilhelma III., původního názvu König Friedrich Wilhelms Platz, je jedním z historických míst v lázeňských lesích města Karlovy Vary. Byla pojmenována po pruském králi Friedrichu Wilhelmovi III. v roce 1820.

## Friedrich Wilhelm III. v Karlových Varech

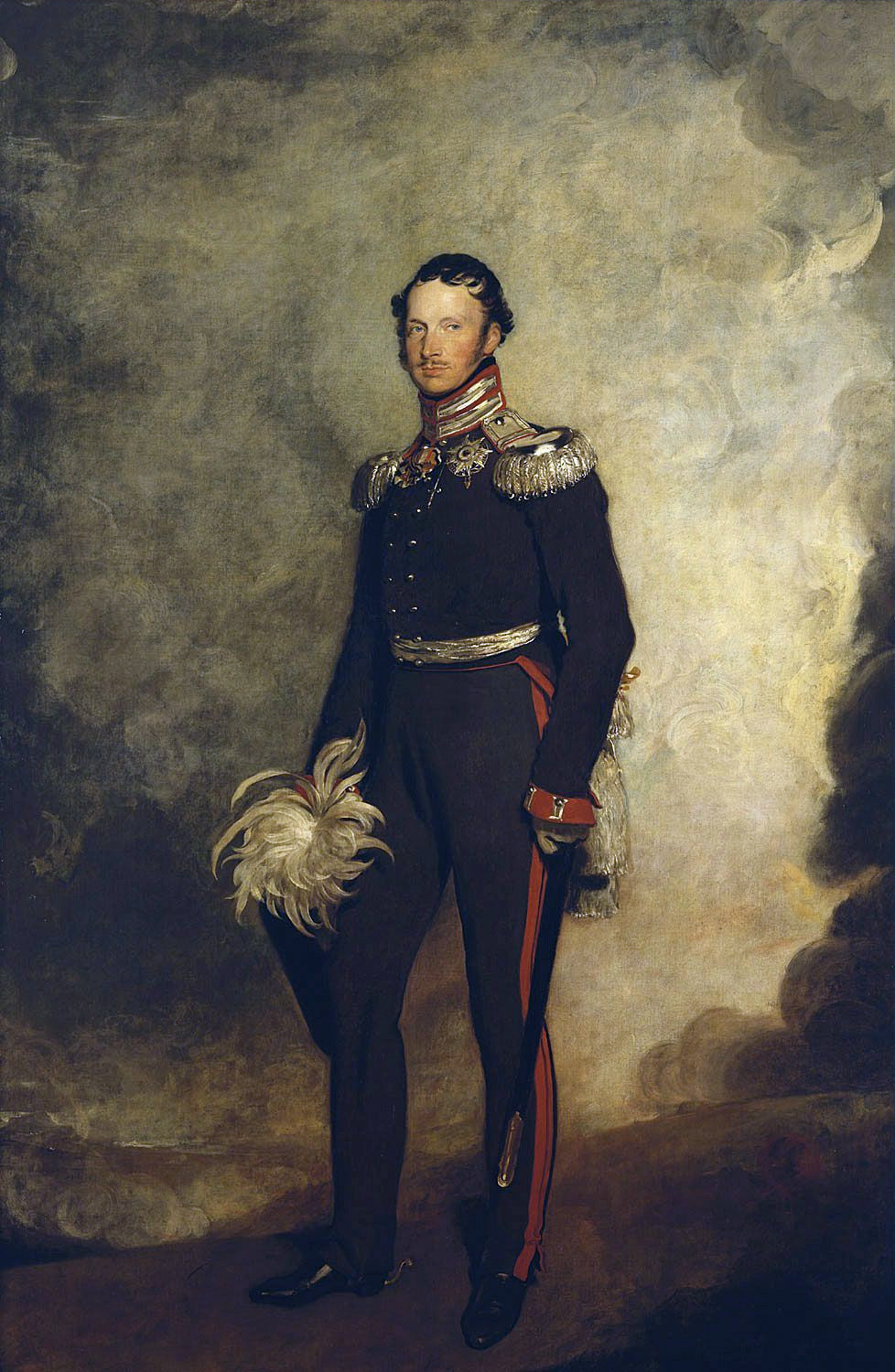
Friedrich Wilhelm III. navštívil Karlovy Vary třikrát – roku 1816, 1817 a 1820

Friedrich Wilhelm III., v letech 1797 až 1840 pátý pruský král a braniborský markrabě, a jako Friedrich Wilhelm IV. v letech 1797 až 1806 braniborský kurfiřt, pocházel z rodu Hohenzollernů. Karlovy Vary navštívil celkem třikrát – v roce 1816, 1817 a 1820, vždy v letních měsících, když probíhala lázeňská sezóna. Pro svoji mírnou povahu, nenucené chování a vlídnost vůči obyčejným lidem patřil k oblíbeným lázeňským hostům.
Neměl rád veřejné pocty. Svědčí o tom i zpráva z jeho první návštěvy Karlových Varů, kde pobýval od 15. července do 7. září 1816. Karlovarští měšťané chtěli, aby se v jejich městě pruský král cítil dobře, a na jeho počest naplánovali osvítit celé město. Včas byli však upozorněni, že si král něco takového nepřeje a vymysleli velmi netradiční řešení. Vybrali z městského špitálu 34 chudých, kteří pak museli jít do kostela a modlit se za královo zdraví. Potom byli pozváni do Českého sálu na bohatý oběd, při němž byli obsluhováni dcerami místních měšťanů a nakonec obdarováni penězi. Pruský král byl také přítomen a ke každému se choval „nanejvýš blahosklonně, takže proteklo mnoho slzí nejvřelejších díků tomuto vznešenému monarchovi.“
Vyhlídka byla po králi pojmenována, když v roce 1820 pobýval v lázních potřetí. V seznamech lázeňských hostů, tzv. Kurlistech, však zaznamenán není, neboť si zde důsledně zachovával anonymitu. Vystupoval pod pseudonymem hrabě von Ruppin. Ubytován byl na Staré louce (tehdy Alte Wiese) v Kamenném domě.
O pojmenování vyhlídky píše konkrétně tehdejší starosta a kronikář Lenhart: „Jeho Veličenstvo přijelo 5. července 1820, bydlelo stejně jako v letech 1816 a 1817 v Kamenném domě a po čtyři týdny užívalo léčbu s nejlepšími výsledky. V tomto čase bylo Jeho Veličenstvu v nejhlubší úctě věnováno místo nacházející se pod tak řečenou Výšinou přátelství, které poskytuje pěkný pohled na město a okolní kopce a jehož okolí se hodí k iluminacím.“
Přestože si pruský král Friedrich Wilhelm III. na okázalosti nepotrpěl, ba přímo se jim vyhýbal, byl pro svoji laskavou povahu v Karlových Varech velmi oblíben. Z okruhu šlechtických návštěvníků lázní se mu dostalo nejvíce poct, zejména v oblasti iluminací, a to i v dobách, kdy král Karlovy Vary vůbec nenavštívil. Třeba v letech 1827, 1830 a 1833 byly vždy 3. srpna pořádány iluminace u příležitosti jeho narozenin. Finanční náklady pokryli lázeňští hosté z Pruska. Informace z roku 1833 popisují bratři Platzerové: "Večer se v Poštovním dvoře uspořádal veliký bál pro všechny lázeňské hosty a pány lékaře s velmi brilantní nabídkou chutných pokrmů a nápojů. Bál trval až do 12 hodin v noci. Prostranství před Poštovním dvorem, alej až k pomníku knížete Schwarzenberga, stejně jako pyramida, byly osvětleny lampami, potom i celá silnice až do města, také pěšina naproti ní až k aleji před Českým sálem, všechny lávky, mosty a nábřežní zdi, to všechno bylo osvětleno celkem 900 lampami."
Po své poslední návštěvě v roce 1820 pruský král do Karlových Varů již nikdy nepřijel, i když žil ještě dalších dvacet let. Zemřel v Berlíně 7. června 1840.

## Vyhlídka

### Historie

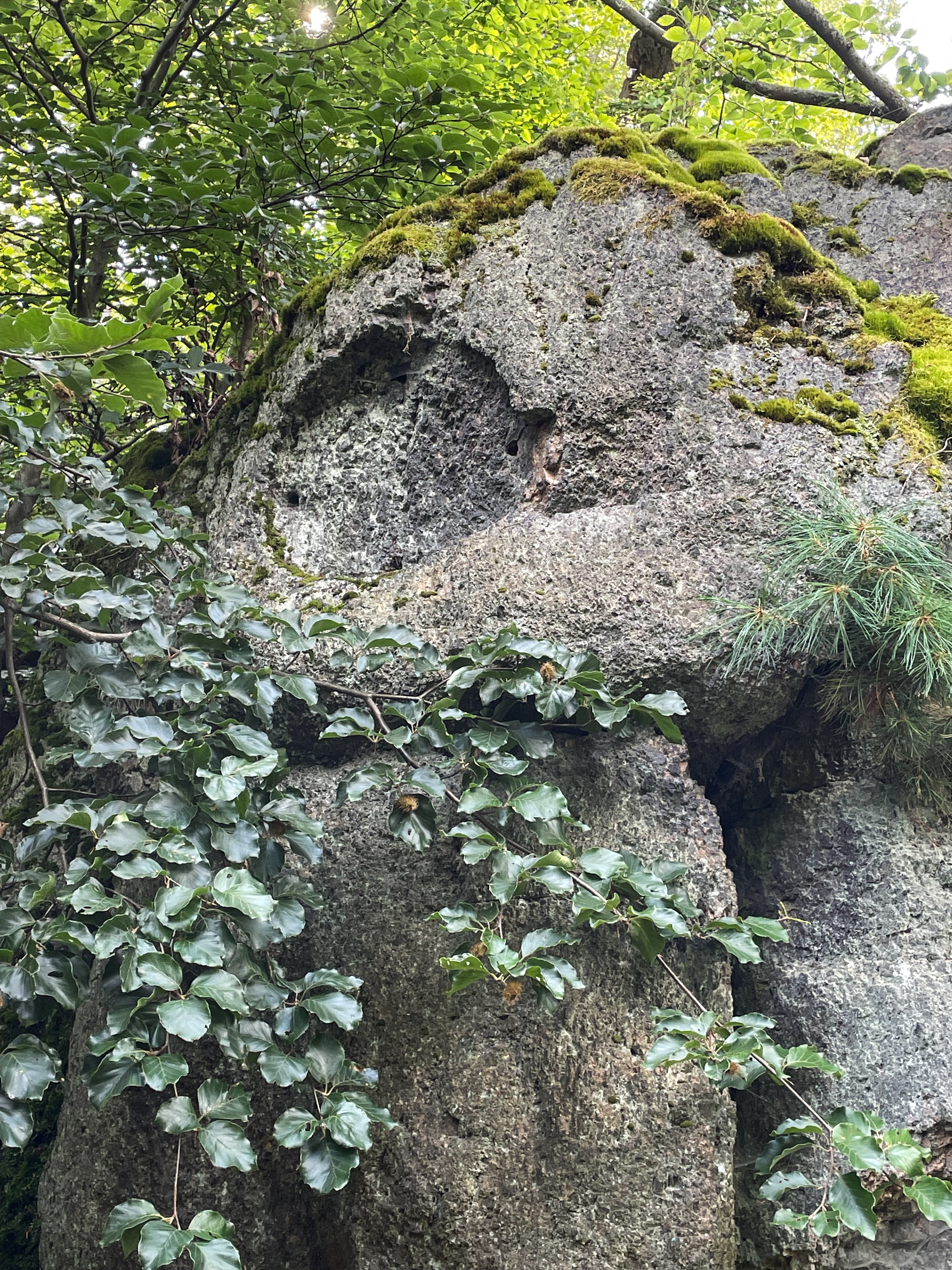
Prázdný výklenek, kde bývala deska s nápisem „FW III. 1816, 1817, 1820“

Karlovy Vary si oblíbili mnozí lázeňští hosté. Bývalo zvykem vytvářet na území lázeňských lesů drobné či větší historické památníky na počest významného hosta či hostů nebo jako poděkování za hostovo uzdravení.
Jedním takovým hojně navštěvovaným místem bývala i terasa zbudovaná na menší plošině vysoko nad Českým a Saským sálem. V dobách, kdy okolní les nebyl příliš vzrostlý a nebránil rozhledu do hlubokého údolí, skýtalo toto místo pohled na téměř celé tehdejší lázně. Vyhlídka patřila k nejatraktivnějším v okolí města.
V roce 1820 ji Karlovarští věnovali osobě, kterou si velmi oblíbili pro její majestát, sympatické vystupování a vstřícnost k běžným lidem – pruskému králi Friedrichu Wilhelmovi III. Stalo se tak při jeho třetím, a zároveň posledním, pobytu v lázeňském městě.

Součástí vyhlídky je přilehlá skála, do které bývala vsazena deska s monogramem pruského krále s uvedením let, kdy pobýval v Karlových Varech:
FW III.
1816, 1817, 1820

Na vedutě Eduarda Gurka, krajináře, litografa a do jisté míry i portrétisty, je vyobrazen zlatý nápis trochu odlišný, jen králův monogram:
F W III.

### Současný stav
K vyhlídce se dá vystoupat od Mariánské kaple za Grandhotelem Pupp strmou lesní cestou zvanou Chotkova pěšina, s modrou turistickou značkou. Tato část je též součástí Evropské dálkové trasy E3. Těsně pod vrcholem srázu se nachází vyhlídková plošina s lavičkou. Výhled na město je již zacloněn vzrostlými stromy, takže lavička ztratila svůj původní vyhlídkový význam, stále však nabízí kolemjdoucím odpočinek. Cesta s modrou značkou pak pokračuje ještě výše k další zarostlé vyhlídce s lavičkou Adolfa Wolfa.
V roce 2020 byly na vyhlídce Friedricha Wilhelma III. ještě patrné zbytky původního zábradlí a sloupků někdejší terasy. V létě 2022 bylo na původní kamenné sloupky připevněno nové dřevěné zábradlí (viz např. foto v infoboxu). 
O údržbu místa, stejně jako o ostatní památky v karlovarských lázeňských lesích, pečuje městská organizace Lázeňské lesy, od roku 2023 (po fúzi s organizací Správa lázeňských parků) pod názvem Lázeňské lesy a parky Karlovy Vary.

## Galerie

Vyhlídka Friedricha Wilhelma III. v létě 2024
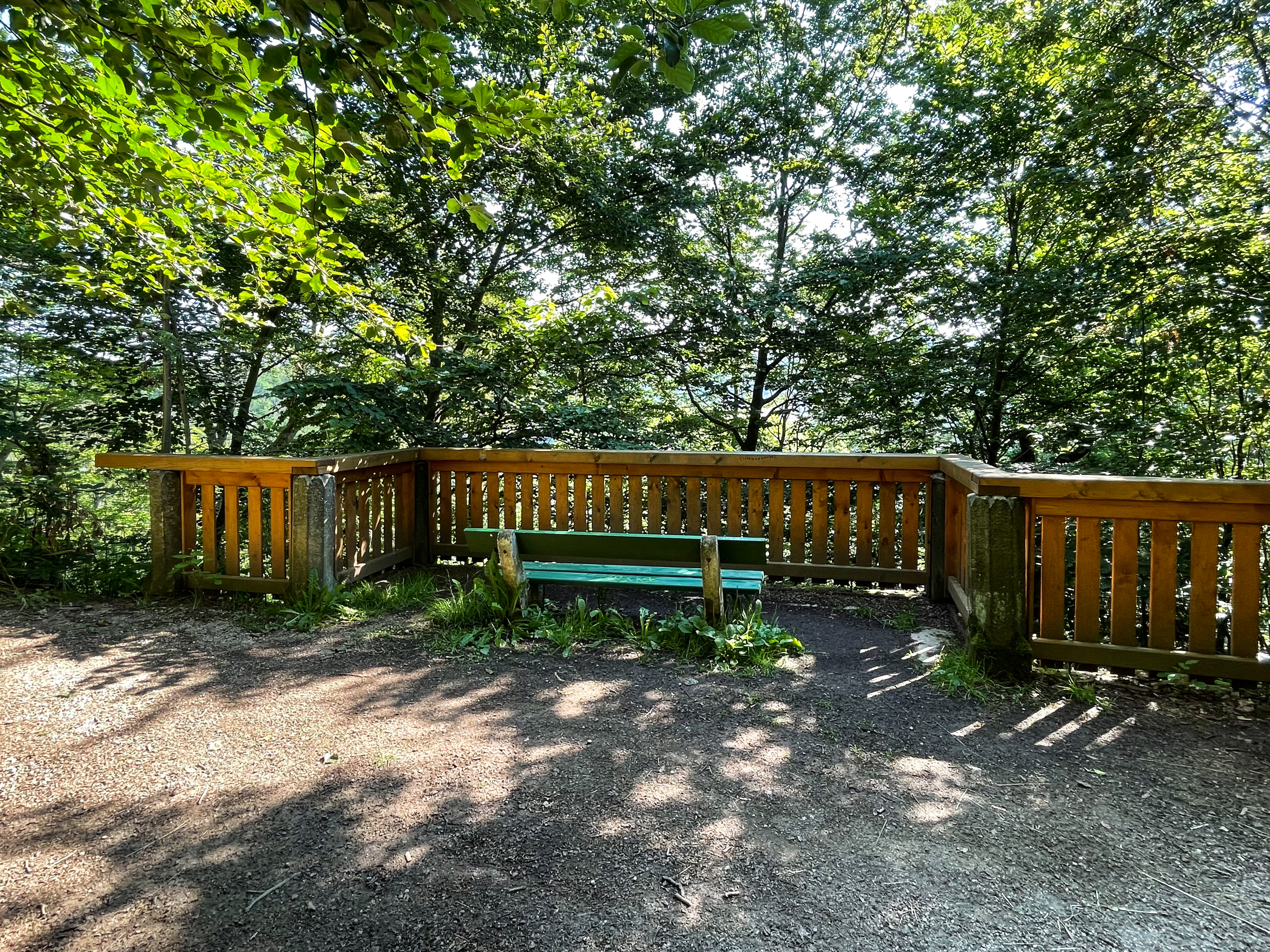
Vyhlídka nevyhlíží nikam
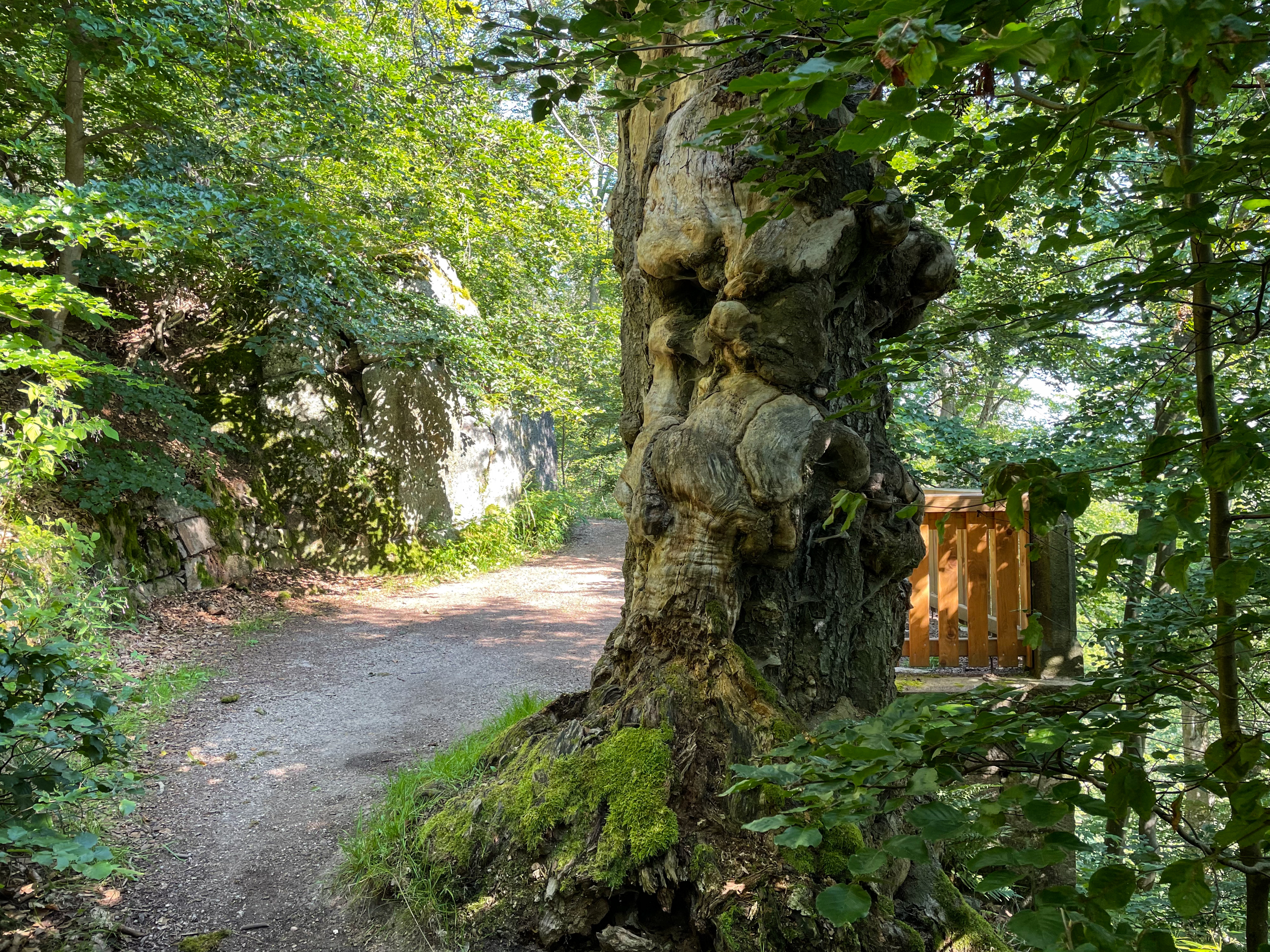
Přístup k vyhlídce
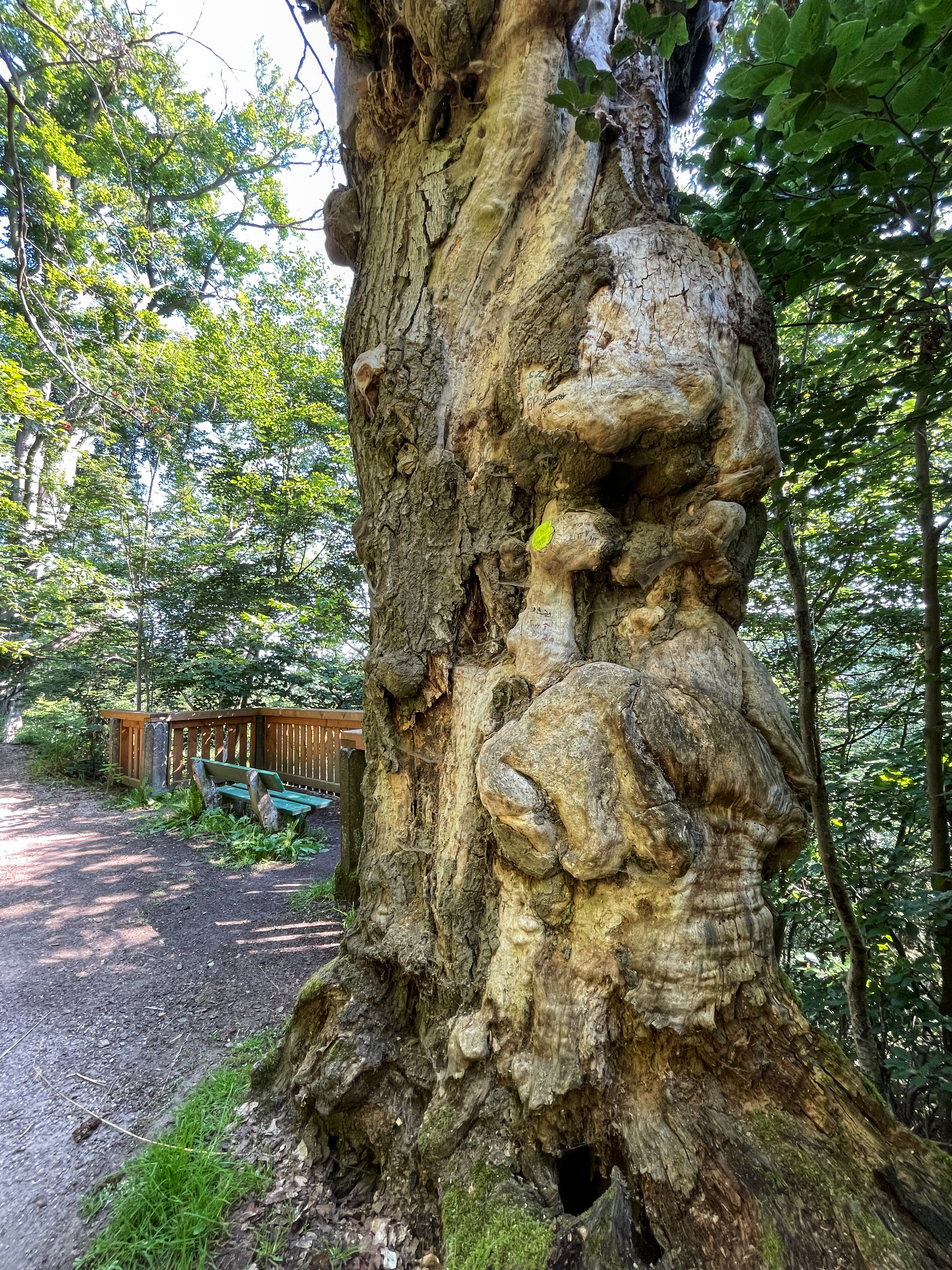
U vyhlídky
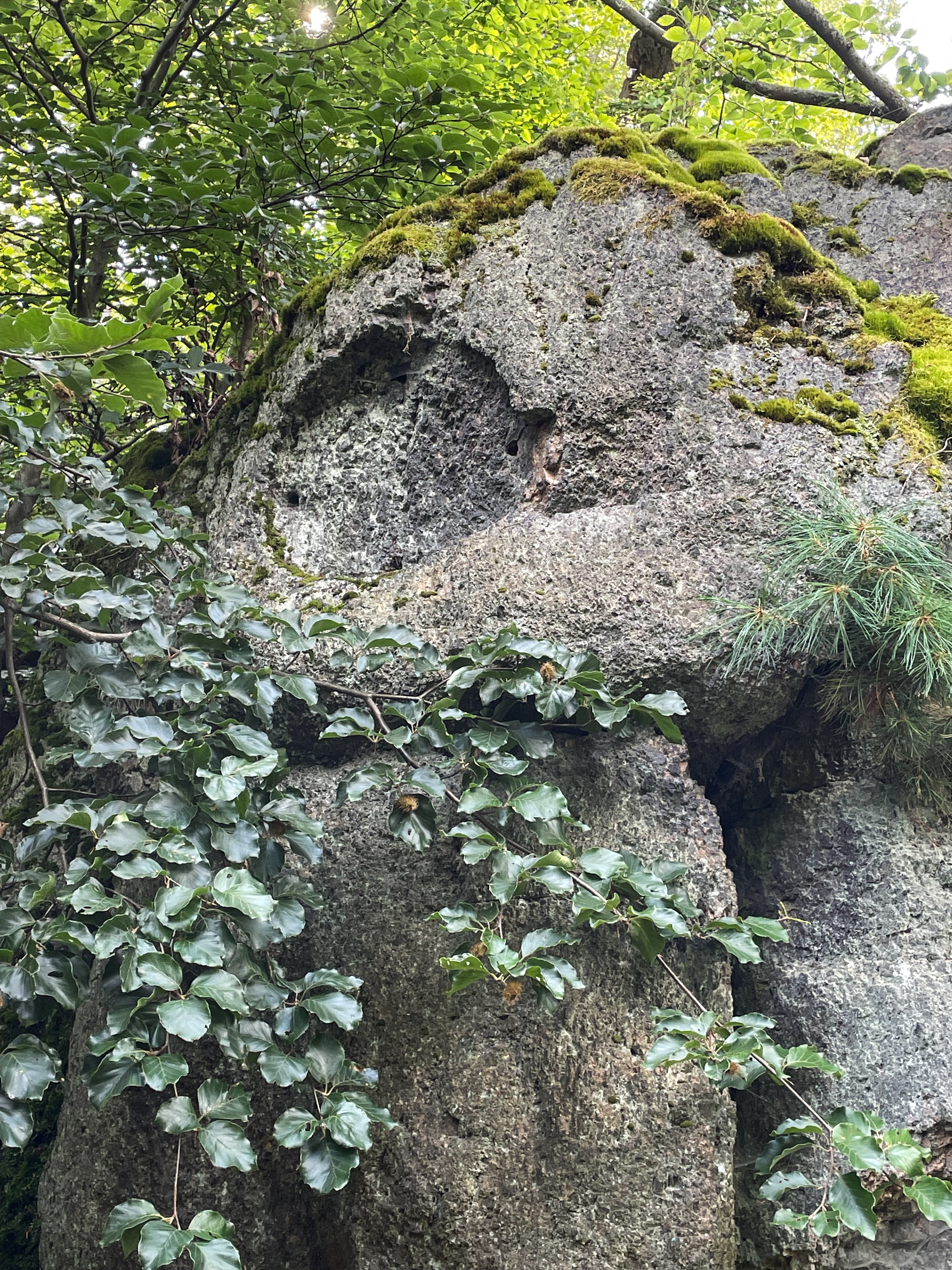
Vytesaný výklenek již prázdný
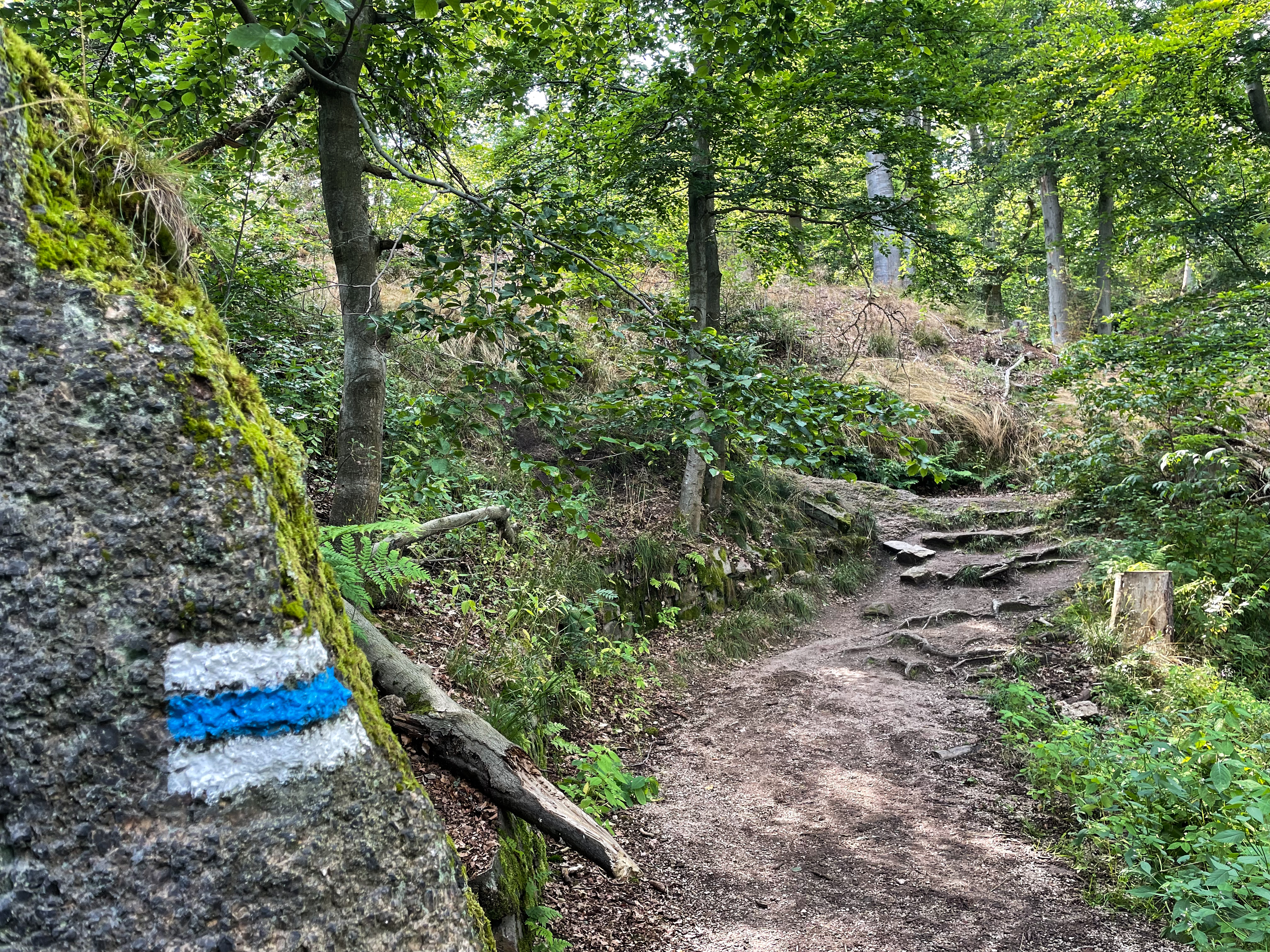
Na modré turistické značce
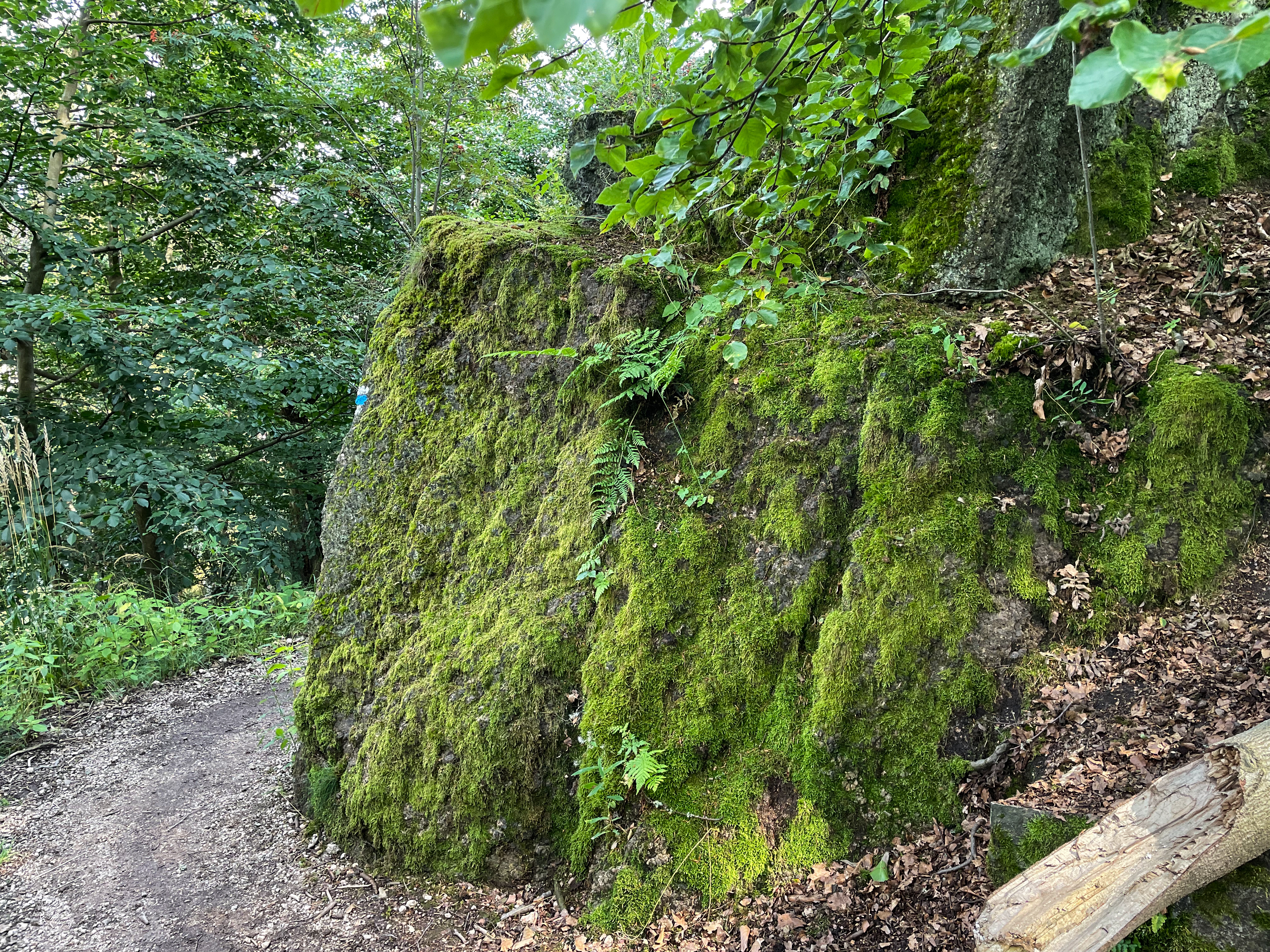
Okolí vyhlídky